# Gianfranco Terenzi
Gianfranco Terenzi (ur. 2 stycznia 1941 w mieście San Marino, zm. 20 maja 2020 w Serravalle) – sanmaryński polityk, czterokrotnie kapitan regent San Marino: razem z Rossano Zafferanim kapitan regent San Marino od 1 października 1987 do 1 kwietnia 1988, razem z Enzo Colombinim od 1 października 2000 do 1 kwietnia 2001, razem z Lorisem Francinim w czasie od 1 kwietnia 2006 do 1 października 2006 oraz razem z Guerrrino Zanottim od 1 października 2014 do 1 kwietnia 2015. Należał do Chrześcijańsko-Demokratycznej Partii San Marino.